# Flurzwang
Unter dem Begriff Flurzwang verstand man eine Vereinbarung oder auch eine erzwungene Vorschrift entweder seitens der Gemeinde, der Gesamtheit der Besitzer oder des jeweiligen Grundherrn für das Bearbeiten der einzelnen Flurstücke innerhalb der Dreifelderwirtschaft. Sie bestimmte, welche Felder und wie diese anzubauen, und welche brach zu legen seien. Die drei gleich großen Felder der Ackerflur wurden Esch oder Zelge genannt. Der Flurzwang galt vom Spätmittelalter bis etwa zur Mitte des 18. Jahrhunderts, örtlich auch sehr viel länger. Er war eine Reaktion auf die Folgen der Realteilung, der Zerstreuung des Grundbesitzes über die gesamte Feldmark, die Gemengelage.

## Begründung
Kein Bauer oder Grundeigner sollte sich einen Vorteil verschaffen, indem er frühzeitiger erntete oder andere Produkte als vereinbart anbaute. Außerdem wollte man durch die Flurzwangvereinbarungen so genannte Flurschäden durch ein Betreten oder gar Überfahren der Äcker vermeiden. Auch der Diebstahl von Gemüse und anderen Feldfrüchten sollte damit verhindert werden. Zum Flurzwang zählte auch, dass jeder Grundstückseigner im Zuge der Erschließung Land für Feldwege abtreten musste. Eingezäunte Felder waren vom Flurzwang ausgenommen. Auf ihnen durften Sonderkulturen angelegt werden, wie das beispielsweise beim Weinanbau der Fall war. Wer jedoch derartige Sonderkulturen gestaltete, hatte einen Ausgleich an die übrigen zu zahlen.

## Pflichten
Jeder Bauer war verpflichtet, sich im Rahmen der Dreifelderwirtschaft an die abgesprochene Fruchtfolge und die zeitlich abgesprochene Arbeit zu halten, wie das Pflügen, das Säen und das Ernten. Oft hätten ansonsten bei der Ernte die Nachbarfelder mit den Wagen überfahren werden müssen, um auf das eigene Feld zu gelangen. Dieser Ordnung konnte sich niemand widersetzen. Den Vorsitzenden einer Bauerngenossenschaft oder eines Dorfes, der den Flurzwang zu überwachen hatte, nannte man Schulze.

## Ende des Flurzwangs
Durch die Einführung des Kleeanbaues und später der Rüben- und Kartoffelwirtschaft wurde der Flurzwang für die betroffenen Landeigner fragwürdig. Für die Gemeinden problematisch wurde der Flurzwang vor allem beim Übergang von der Dreifelder- und Brachwirtschaft zur neuzeitlichen Kunstdüngerwirtschaft. In der Zeit der Bauernbefreiung, die sich in Deutschland, der Schweiz und Österreich als Folge der Französischen Revolution etwa zeitlich von 1803 bis 1850 vollzog, wurde er schließlich abgeschafft.